# Flucht von Monkey Island
Flucht von Monkey Island (englischer Originaltitel Escape from Monkey Island) ist der vierte Teil der Videospielreihe Monkey Island.

## Handlung
Zu Beginn kehren Elaine und Guybrush Threepwood von ihren Flitterwochen nach Mêlée Island zurück, wo Elaine Gouverneurin ist. Dort müssen die beiden feststellen, dass Elaine für tot erklärt wurde und ihre Villa abgerissen werden soll. Zudem sollen neue Gouverneurswahlen stattfinden. Elaines Konkurrent ist Charles L. Charles, der in Wirklichkeit LeChuck in anderer Gestalt ist.
Guybrush fährt indessen nach Lucre Island, um dort mit Elaines Anwälten zu reden, die das Anwesen der Marleys retten sollen. Guybrush trifft dabei unter anderem auf Ozzie Mandrill, der in der Karibik die Tourismusbranche aufbauen und mit Hilfe der ultimativen Beleidigung die Piraten der Karibik sich gegenüber unterwürfig machen möchte.
Zurück auf Mêlée Island erfährt Guybrush, dass er die ultimative Beleidigung auf Jambalaya Island finden kann, wo er die nötigen Teile findet, um diese zusammenzustellen. Auf Mêlée Island ist LeChuck, der für Ozzie arbeitet, mittlerweile zum Gouverneur gewählt worden. Gemeinsam berauben sie Guybrush der ultimativen Beleidigung und verbannen ihn nach Monkey Island. Guybrush stellt dort eine ultimative Beleidigung in Gestalt eines riesigen Affenroboters zusammen, aktiviert diese und reist wieder zurück nach Mêlée Island, wo inzwischen auch Ozzie seine ultimative Beleidigung aktiviert hat. Ozzie kontrolliert LeChuck, der sich in eine riesige lebendige Statue verwandelt hat. Es kommt zu einem Kampf zwischen dem riesigen Affenroboter und der ebenso großen Statue, in dessen Verlauf LeChuck sich selbst und Ozzie Mandrill zerstört.

## Spielprinzip und Technik
Flucht von Monkey Island ist ein sogenanntes 2.5D-Adventure. Aus Polygonen zusammengesetzte, dreidimensionale Figuren agieren vor vorgerenderten, ebenfalls dreidimensionalen Kulissen, die teilweise um handgezeichnete Hintergründe ergänzt sind. Das Spiel wird aus der Third-Person-Perspektive gesteuert. Mittels Tastatur, Joystick oder Gamepad manövriert der Spieler Guybrush Threepwood durch die Spielwelt. Passiert er Interaktionspunkte, sogenannte Hotspots, eröffnet sich dem Spieler die Möglichkeit, mit diesen zu interagieren. Guybrush kann so Gegenstände untersuchen, aufnehmen und anderswo anwenden oder mit NPCs kommunizieren. Dialoge laufen im Multiple-Choice-Verfahren ab. Durch das Lösen von Rätseln schreitet die Handlung voran, und mit voranschreitender Handlung werden weitere Örtlichkeiten freigeschaltet. Das in die Jahre gekommene SCUMM-System wurde durch die GrimE-Engine des LucasArts-Adventures Grim Fandango ersetzt. Diese verwendet nebst 3D-Grafik die Skriptsprache Lua.

## Entwicklungs- und Veröffentlichungsgeschichte
Ein erster Entwurf für einen Nachfolger zu The Curse of Monkey Island stammte von leitenden Grafiker des Spiels, Bill Tiller. Das LucasArts-Management lehnte das Konzept aber ab, da sich Tiller zu dieser Zeit auf seine Arbeit an Indiana Jones und der Turm von Babel fokussieren sollte. Stattdessen wurden Sean Clark und Michael Stemmle, die bereits an den Skripten zu Indiana Jones and the Fate of Atlantis und Sam & Max Hit the Road beteiligt waren, mit der Erarbeitung eines Skripts für einen vierten Monkey-Island-Teil beauftragt. Tiller machte sich 2002 mit dem Entwicklerstudio Autumn Moon Entertainment selbständig und setzte sein Konzept als Ghost Pirates of Vooju Island um.

### Sprecher
| Rolle                         | englische Synchronstimme | deutsche Synchronstimme     |
| ----------------------------- | ------------------------ | --------------------------- |
| Guybrush Marley-Threepwood    | Dominic Armato           | Norman Matt                 |
| Elaine Marley-Threepwood      | Charity James            | Frauke Poolman              |
| LeChuck                       | Earl Boen                | Reinhard Schulat-Rademacher |
| Ozzie Mandrill                | Nick Tate                | Rolf Jülich                 |
| Admiral Ricardo Casaba        | Daryl Kurylo             | Achim Schülke               |
| Tony, der Katapultschütze     | James Ward               | Christian Rudolf            |
| Castaneda                     | Rob Paulsen              | Klaus-Peter Kaehler         |
| Brittany, die Bankangestellte | Maria Bamford            | Daniela Reidies             |
| Carla, die Schwertmeisterin   | Pamela Tyson             | Anne Moll                   |
| Meathook                      | Cam Clarke               | Holger Potzern              |
| Otis                          | S. Scott Bullock         | Michael Quiatkowski         |
| Murray                        | Denny Delk               | Karlheinz Tafel             |
| Marco de Pollo                | Jeff Glen Bennett        | Erik Schäffler              |
| Simkins                       | Paul Eiding              | Wolf Rahtjen                |
| Hafenmeisterin                | Lauri Johnson            | Beate Hasenau               |
| Herman Toothrot               | Wally Wingert            | Günter Lüdke                |
| Inspektor Canard              | Peter Jessop             | Bernd Stephan               |
| Jojo Jr.                      | John Mariano             | Matthias Klimsa             |
| Jumbeaux LaFeet               | Charles Adler            | Helgo Liebig                |
| Miss Rivers                   | Edie McClurg             | Ursula Vogel                |

## Rezeption
Aus 32 aggregierten Wertungen erzielt Flucht von Monkey Island auf Metacritic einen Score von 86. Das deutsche Magazin GameStar lobte Atmosphäre, Humor und Rätsel des Spiels, kritisierte aber die altbackene Grafik sowie die umständliche Steuerung. Insgesamt bewertet das Magazin Flucht von Monkey Island als "Spielspaß-Feuerwerk". Die ebenfalls deutsche PC Player wertete, Escape from Monkey Island enthalte „dermaßen viele skurrile Charaktere und treffsichere Pointen, dass LucasArts es auch als interaktive Sitcom vermarkten könnte“. Redakteur Heinrich Lenhardt bezeichnete das Spiel trotz einiger nicht nachvollziehbarer Rätsel als „Adventure des Jahres“.